# 林冠 (1966年)
林冠（1966年11月—2023年4月19日），广西平南人，壮族，中国共产党党员。中华人民共和国政治人物。曾任中共钦州市委书记。

## 生平
1987年9月—1991年7月，北方交通大学经济管理系技术经济专业学习。
1991年7月—1993年9月，柳州铁路局南宁铁路分局崇左车务段干部。
1993年9月—1997年11月，柳州铁路局南宁铁路分局办公室助勤、秘书。
1997年11月—1999年7月，广西地方铁路有限责任公司办公室秘书科秘书、副科长。
1999年7月—2000年9月，广西地方铁路有限责任公司办公室主任助理。
2000年9月—2002年12月，广西地方铁路有限责任公司办公室副主任（其间：2001年8月—2001年12月挂职任广西地方铁路有限责任公司防城港运输段副段长）。
2002年12月—2007年2月，广西沿海铁路股份有限公司董事会秘书。
2007年2月—2013年5月，任广西北部湾投资集团有限公司董事、副总经理。。
2013年5月—2013年6月，任广西投资集团有限公司副董事长、党委副书记。
2013年6月—2014年12月，任广西投资集团有限公司副董事长、总经理、党委副书记。
2014年12月—2016年11月，任广西北部湾投资集团有限公司董事长、党委书记。
2016年11月—2016年12月，任中共贺州市委副书记。
2016年12月—2017年1月，任中共贺州市委副书记，市政府副市长、代市长。
2017年1月—2021年3月，任中共贺州市委副书记，市政府市长。
2021年3月至同年12月初，任中共贺州市委书记。12月转任中共钦州市委书记。
2023年4月19日，因心源性猝死，经抢救无效，于钦州逝世，享年56岁。